# ハイキビ
ハイキビ Panicum repens L. は、イネ科の雑草の一つ。日本本土では分布の少ない海岸性の植物である。世界的にはたちの悪い雑草としてよく知られる。

## 概説
ハイキビはキビ属植物の一つ。地下によく発達した地下茎を走らせる。葉をつける茎は上向きに伸びて、先端にまばらな花序を着ける。それほど背丈は高くならないが、地下茎でよく広がる。
日本本土では南岸沿いの僅かな地域に生息するのみで、いずれも海岸の湿った地に生育する野草である。だが世界的には熱帯から亜熱帯域に広く分布し、あちこちでやっかいな雑草として知られる。日本でも沖縄では広く畑作の雑草であり、特にサトウキビ畑で被害が大きい。また侵略的移入種として在来の生態系に及ぼす影響も大きいものとされる。
英名を Torpedograss （魚雷の草）と言う。これは地下茎先端が鋭く尖っており、魚雷を思わせるためである。

## 特徴
地下茎が発達した多年生の草本。匍匐茎は長く地下を這い、時には数mにも達する。その所々に丸く肥厚した節が数個数珠状に繋がる。地下茎の節からは直立する茎を単独に生じて、高さは40-100cm、淡緑色で滑らか、ややつやがある。
直立する茎はほとんど分枝せず、その節ごとに葉をつけるが、直立茎の下方では葉は葉鞘のみで葉身が発達せず、葉身は上の方にだけ出る。葉身は長さ8-20cm、幅は5-8mmで、葉の表面にまばらに短い毛がある。葉鞘は縁にだけ毛があり、葉舌は高さ0.3mmで縁に１列の毛がある。
花期は9月から10月で、茎の先端から出る円錐花序は直立して生じ、高さ15-25cm、側枝は花の時期にはやや開くが、その前後にはほぼ上向きに伸びる。枝はややざらつき、まばらに小穂をつける。小穂は長楕円形で先端は尖る。長さ2.5mmで、淡緑色だが時に淡く紫が乗る。第一包穎は長さが小穂の1/5-1/4で、鈍い三角形、小穂の基部を大きく取り巻く。第二包穎は紙質で七脈を持ち、小穂と同長。第一小花の護穎は第二包穎とほぼ同じ。第二小花の護穎は小穂の長さの3/4、革質で平滑で白く光沢がある。その縁は内側にある同質の内穎を抱える。
なお、花期については世界的には特に決まっておらず、日長と花芽形成との関係では中性植物、つまり生育期間であればいつでも花を作れる。

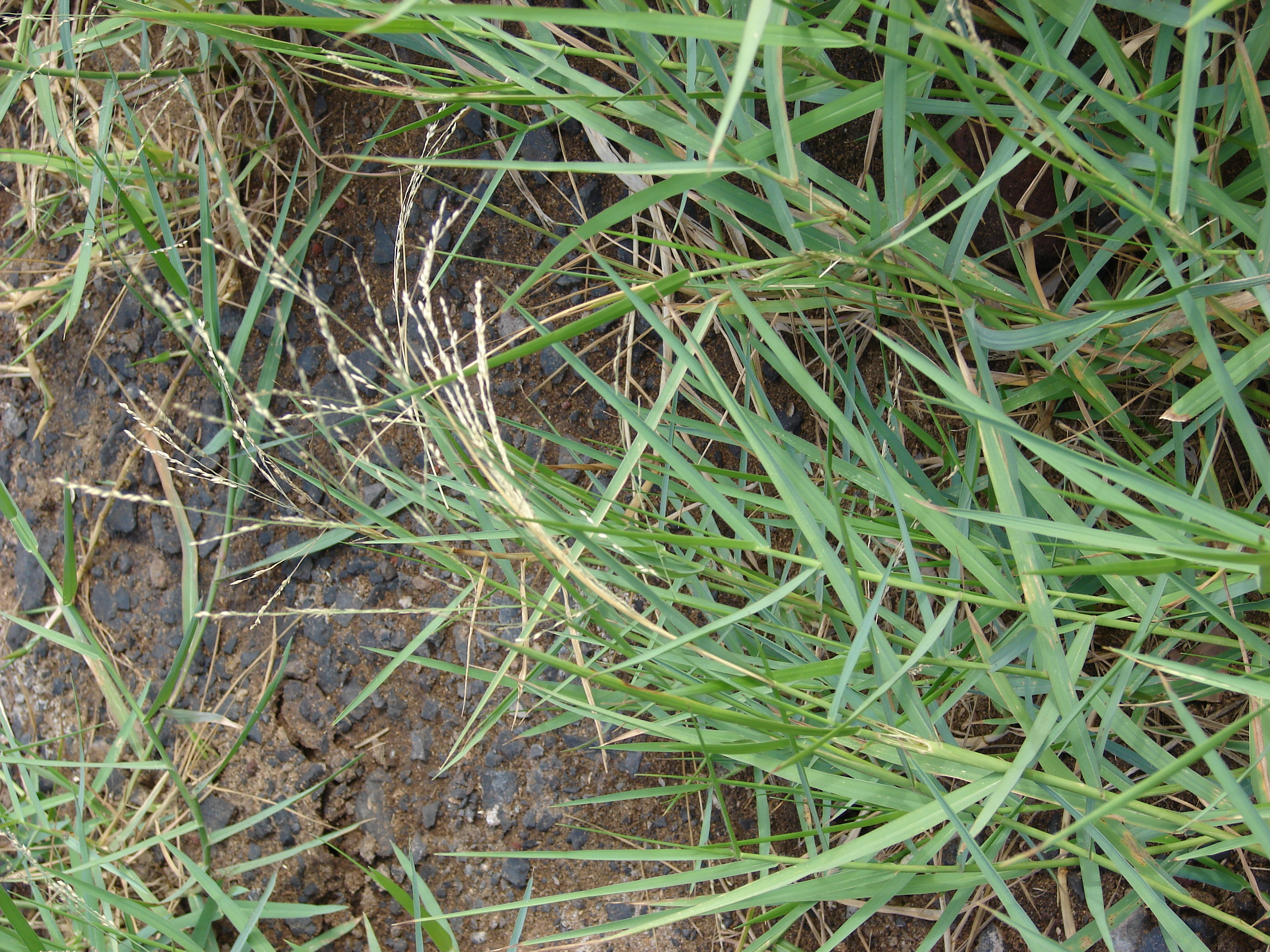
花序
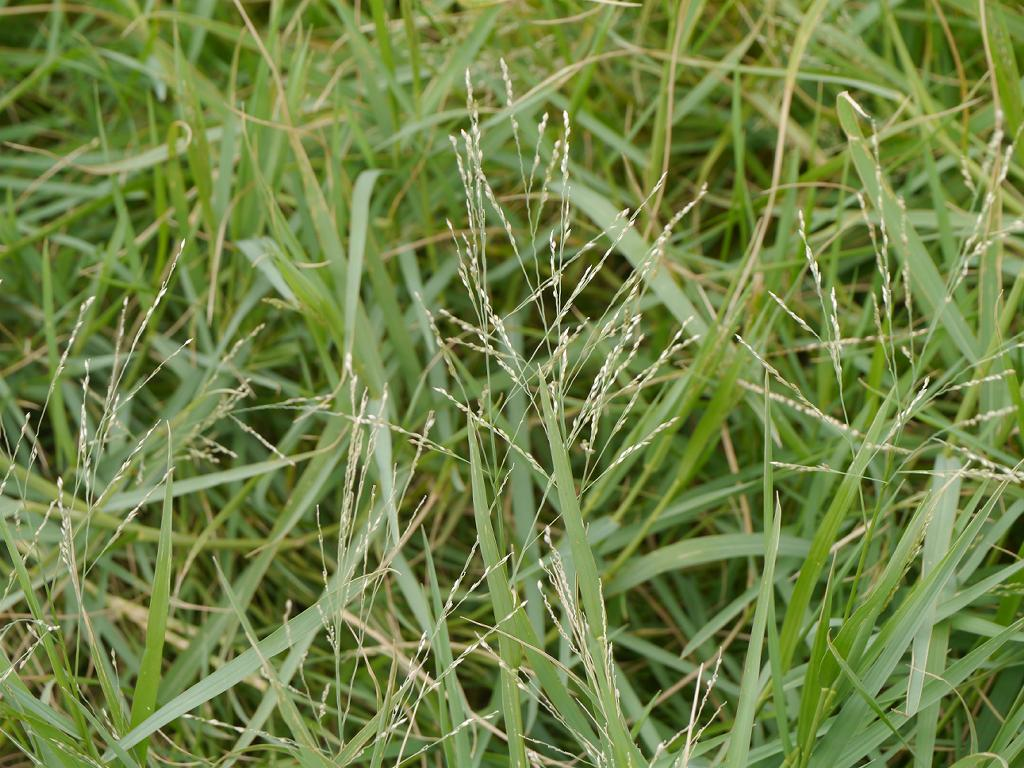
同・和歌山県南部
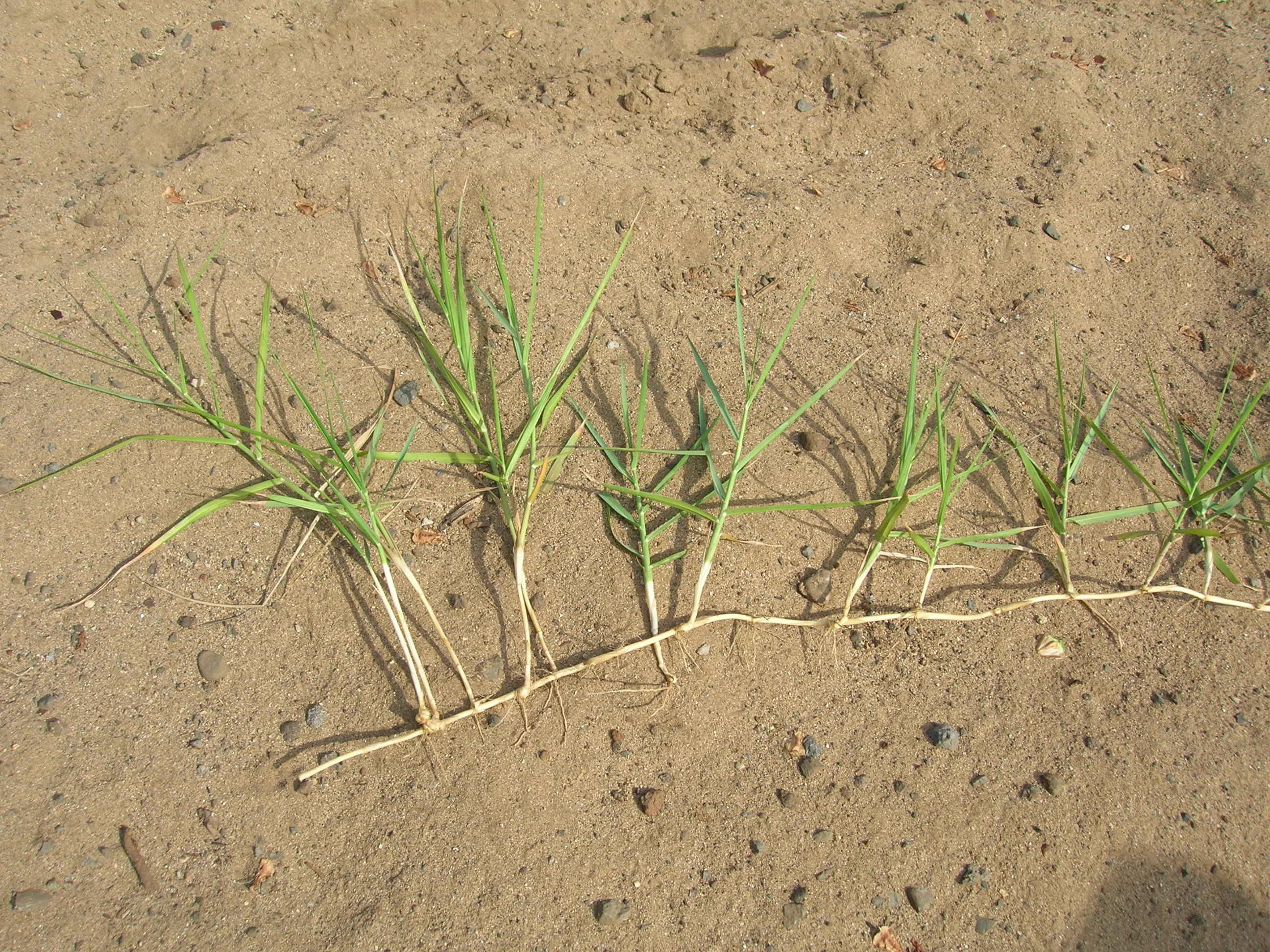
地下茎の様子

## 分布
日本では四国南部、九州南部から琉球列島に分布する。ただし一般の図鑑に記述がないが、本州でも紀伊半島南部から若干の記録がある。四国での分布も四カ所に過ぎない。
藤井(2007)はまた日本における南方系の植物の分布について論じ、本州南岸から南西諸島と伊豆小笠原の両側に分布が伸びるものと南西諸島側にのみ伸びるものがあると言い、後者には太平洋側に伸びるタイプと日本海側を北上するものがあるという。本種のそれは太平洋岸を東進・北上するタイプと述べている。同様に紀伊半島を北限とするものとしてシマサルナシやシマユキカズラ、ハカマカズラ等をあげ、これらの分布に最近新しい発見があることについては絶滅危惧種調査が盛んになったことで調査が行き届くようになったためと推察している。
世界的には世界中の熱帯から暖帯に広く分布しているものである。タイプ標本はヨーロッパ産であるが、広い地域にわたって移入されたと考えられており、その起源については不明である。北アメリカでの分布については古くには在来とする判断もあったが、旧熱帯から導入されたものとの見解もあり、判断が分かれる。ただ、北アメリカ南部において、この種が侵略的傾向が強いことは認められる。他に北アフリカ、地中海周辺地域、オーストラリア、アジアから知られる。北アメリカでもっとも古い標本は1876年のものである。フロリダでは1932年がもっとも古い記録である。
その分布の高緯度方向および高標高方向の限界は、寒冷な季節の長さによる。

## 生育環境
日本本土における生育環境は海岸の砂浜である。本州の産地である那智勝浦町のそれも砂浜であり、コウボウシバ、チガヤ、コマツヨイグサと混生し、部分的に純群落となっていた由。九州ではたとえば垂水市や有明町では河口域や海岸の塩性湿地にハイキビ群落が優占し、大隅半島でも類似の環境に見られるとのこと。
沖縄においてはハイキビは県内全域において山野、原野、農耕地に広く発生し、農地の雑草としても重視される。ただ、海岸に多いのも確かで、たとえば慶佐次川ではマングローブ周辺のサワスズメノヒエ群落の近辺でハイキビが優占することがある旨の記述がある。
世界的に見ると、その生育環境の範囲はかなり広い。Langeland et al.(1998)はこの種の生育環境について「湿気があるか水を含んだ砂地や有機物に富む土壌に生育するが、乾燥した高い土地にも生育する。（中略）出現する場所としては湿気のある砂浜や礁湖の海岸線、砂丘の上に広がり、砂丘の中の湿地、湖沼の水際、水路や溝、干潟や水面」と書き、いずれにせよ湿った環境に関わってもっとも頻繁に見られるとする
なお、この植物は他感作用を有する可能性がある。室内実験で幾つかの植物の種子発芽を阻害するとの結果が得られている。
また、この種はある程度の塩分耐性を持ち、海水の塩分濃度の半分程度で成長は大きく制限されるが、低濃度の場合、塩分がない場合より良く成長するとの実験結果もある。

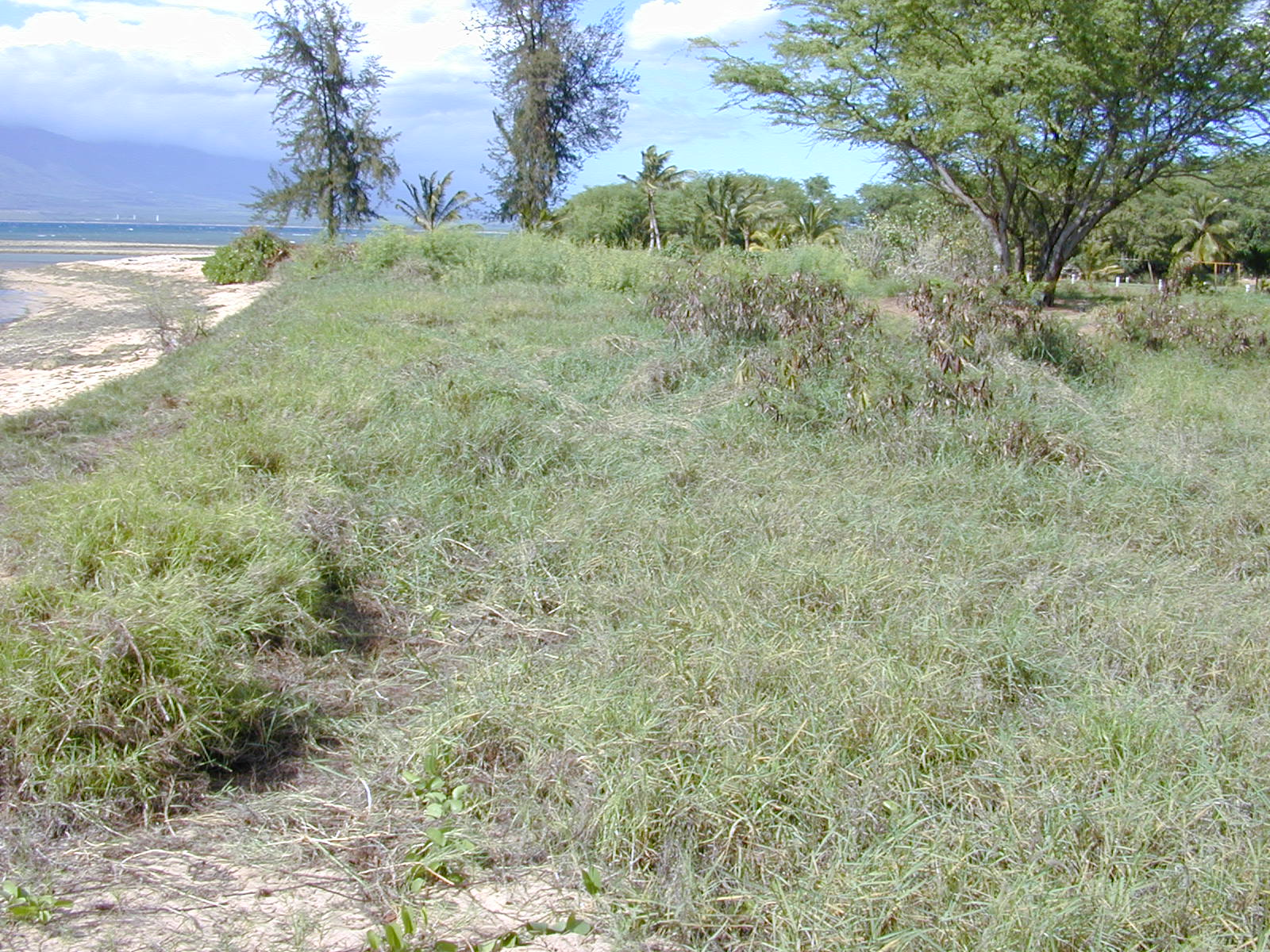
砂浜の群落(以下、すべてハワイ）
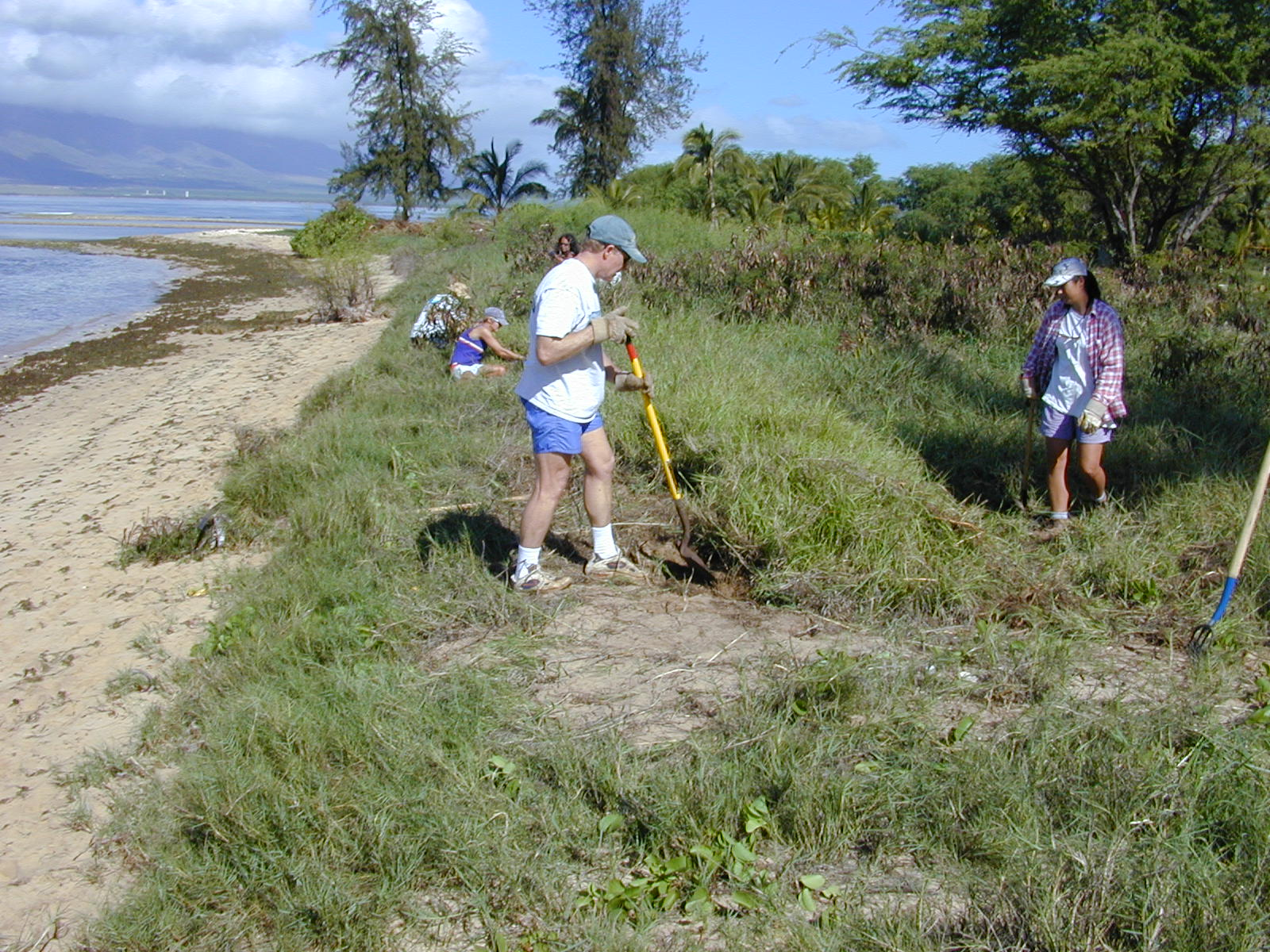
砂浜の群落・刈り取り中
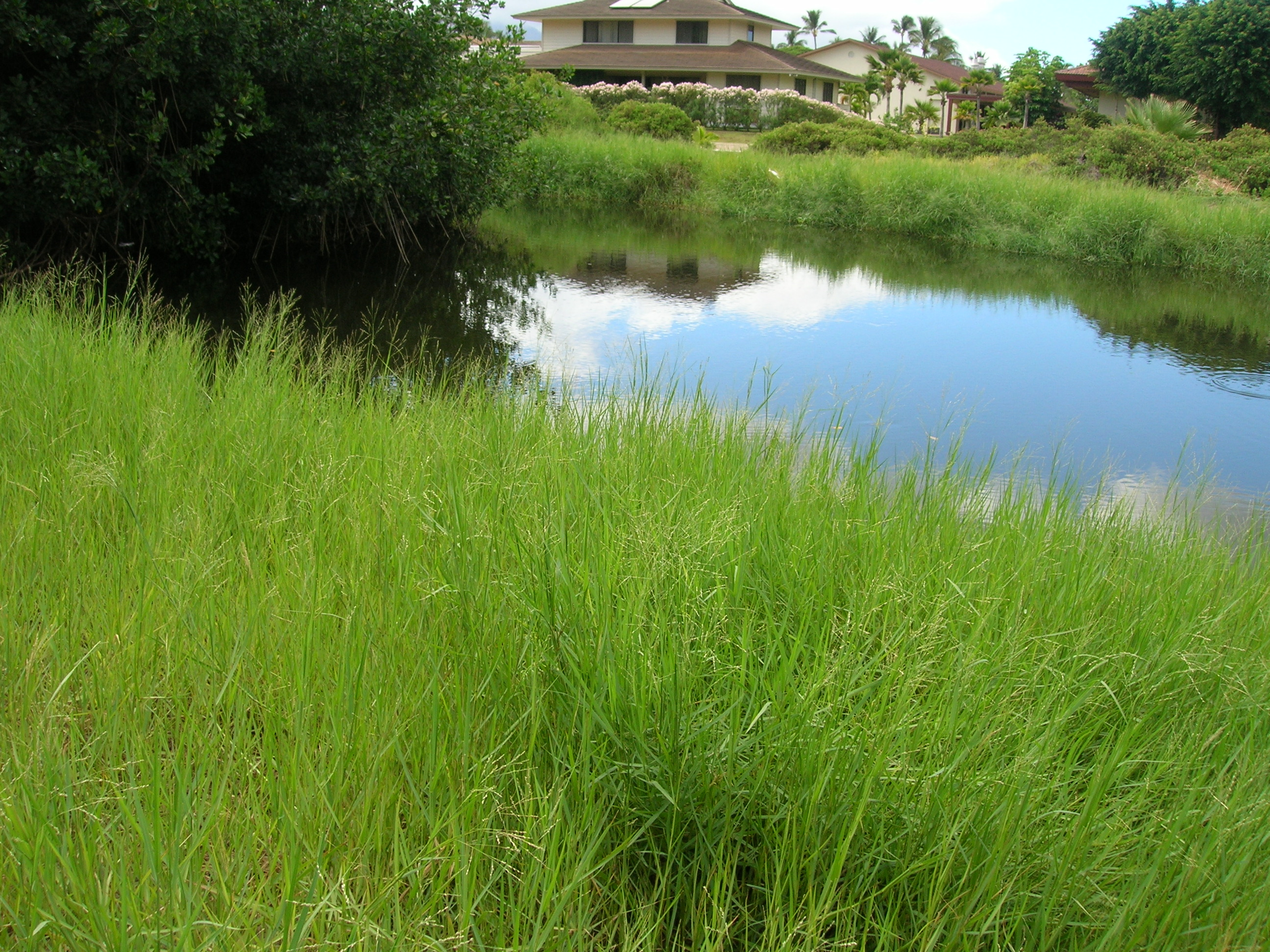
池の周囲に繁茂する様子
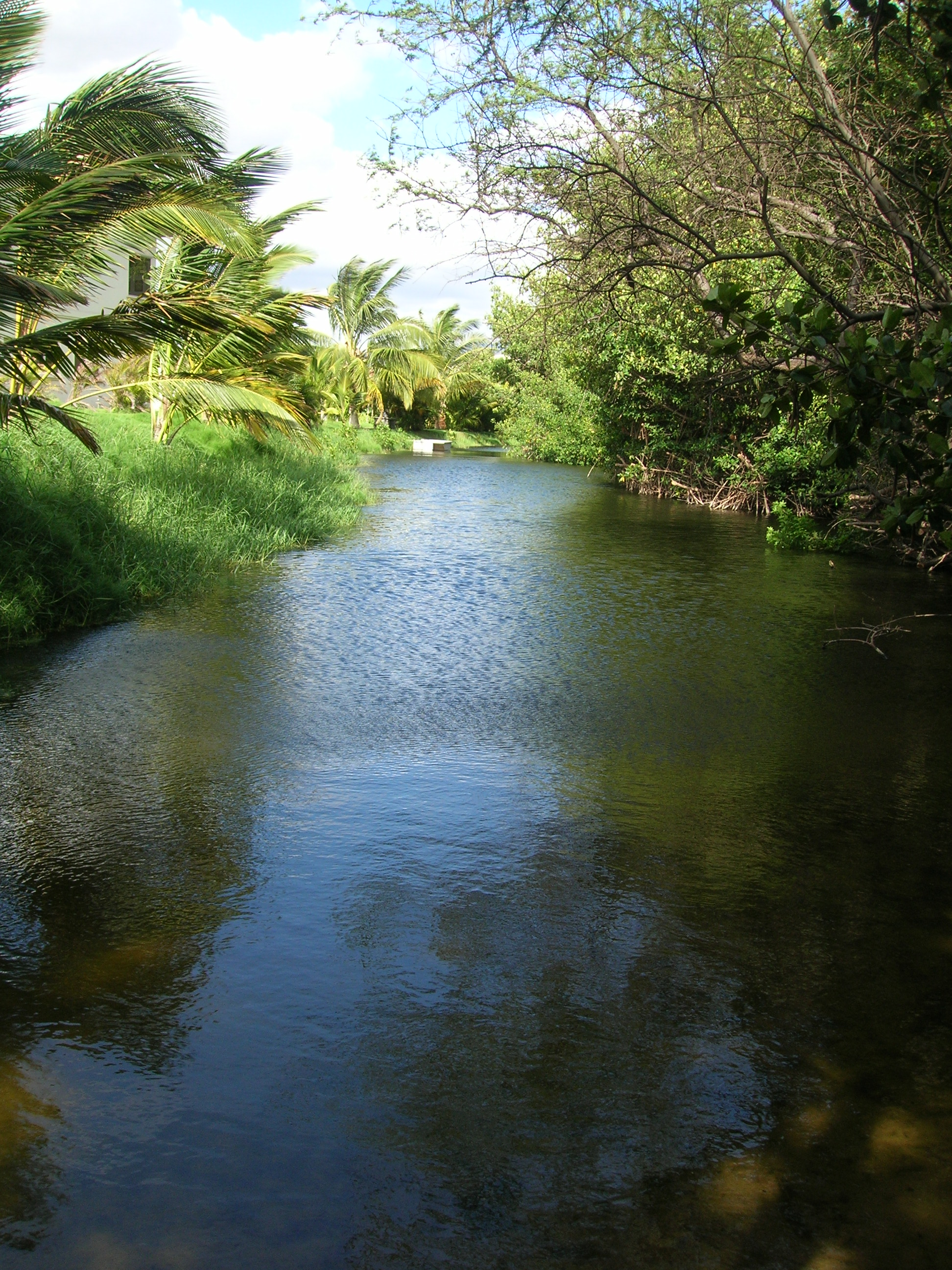
小川沿いに生育する様子

## 繁殖生態
この種は多年生で地下茎が発達するので、それによる無性生殖が盛んで、同時に穂を出して花をつける。しかし、地下茎による無性生殖が広範囲に見られるのに対して、種子形成による有性生殖はかなり限定的であるらしい。
沖縄本島周辺においては、奥村他(2002)は種子による繁殖は行われていないらしいと判断している。それによると、この地域で得られたものでは小穂に含まれる小花の中で、正常な構造を有したものは13%に過ぎず、それ以外のものでは構造の退化や萎縮などが見られ、また正常な小花ではそうでないものより柱頭や子房が小さい傾向があった。また、花粉では調査した全てが不稔であった由。
これは日本に限った話ではなく、台湾においても有効な種子が観察されず、ジャワでは種子そのものが発見されなかった報告がある。北アメリカでも種子の発芽が確認できなかった事例などがあり、有性生殖が極めて限定的にしか行われていない事が考えられる。ただし種子形成が確認された例もあり、少数ながら有性生殖が行われていることもまた確かのようである。

## 利害
日本本土では南方系の希少種であり、学問上重要なものと見なされている。高知県で絶滅危惧I類、大分県で準絶滅危惧種に指定されており、他に愛媛県で情報不足のカテゴリーで取り上げられている。
それ以南では多くの地域で雑草である。それでも世界の一部地域では在来野草として、飼料に利用される例もある。アメリカでも当初は牛の飼料に使われたこともあるが、栄養的には他の牧草より劣っていることが後に示された。また、海岸水辺の砂を安定させ、あるいは水の多い時期に水田周辺の泥を安定確保する効果がある。
沖縄県においては畑地の雑草として重要である。特にサトウキビ畑での被害が大きい。これについては後述する。
北アメリカでは、たとえばゴルフコースの芝生を荒らす雑草として嫌われる。この種が侵入するとバミューダグラス（ギョウギシバ属）の生産を2年で40%も減少させる。この種は温暖な地域で芝生に使われる除草剤の大部分に抵抗性を示す。この種を枯草剤グリホサートで管理することについていくつもの報告が出ている。
また、侵略的移入種として、生態系に大きな影響を及ぼす点でも注目されている。

### サトウキビ栽培に関連して
沖縄ではハイキビはサトウキビ畑の重要な雑草である。実験的にはサトウキビの初期生育においてハイキビを除去しなかった場合、サトウキビの草丈の成長、葉数、地下根群等の量が大きく抑制され、分けつ茎の茎数では最大で80%もの減少となった。ハイキビは地下茎がよく発達するのが一つの特徴であるが、サトウキビ畑では約8割が地下20cmまでに集中するものの、40cmの層でも5.5%の存在があった。またトラクターで耕起砕土した場合も二節ないし三節を含む断片となるに過ぎず、それらは発芽して新たな増殖源となる。その発芽も地下40cmまでは可能である。つまり、トラクターや鍬で耕しても根茎を取り去ることは不可能であること、さらに重機ユンボ等を用いて70cmまで掘り返したとしても、最下層にあるものが上層に出て発芽する可能性が高いことなどをあげて、この植物を除去することの困難さを指摘している。
また、土地改良や造園事業においては、この種の地下茎の混入した畑土を移動させることでこの種の被害を広げる結果となっている。

### 侵略的移入種として
北アメリカ南部では、本種は水際の生態系においてもっとも広範囲に進出している外来種の一つといった評価があり、その管理が問題となっている。例えばフロリダのオキーチョビー湖では数千ヘクタールもの水際とそれに接する水面や近隣区域の在来植生がこの種によって置き換えられている。結果としてスポーツフィッシングについてはそれに好適な条件の場所を大きく減少させ、またその水中での酸素を減少させることでも悪影響を与えている。
この種の増殖を抑えるのは機械的方法でも化学的方法でも難しく、生物的な方法も見るべきものが見つかっていない。多くの節足動物がその群落に発見されるが特異的なものがいない。それに、他の作物に被害を与えるカメムシ目などの昆虫が多く生息しており、その面でも問題となりうる。